# Jordan Lukaku
Jordan Zacharie Lukaku Menama Mokelenge, kurz Jordan Lukaku (* 25. Juli 1994 in Antwerpen), ist ein belgischer Fußballspieler. Er stand zuletzt bis Ende Oktober 2024 bei Adanaspor in der Türkei unter Vertrag.

## Karriere

### Vereine
In seiner Jugend hatte Lukaku zuerst bei KFC Wintam, Boom FC und Lierse SK gespielt, bevor er im 2006 vom RSC Anderlecht verpflichtet wurde. Sein Debüt in der 1. Division gab er am 1. März 2012 im Spiel gegen den SV Zulte Waregem. Am Ende der Saison hatte er sechs Einsätze und gewann mit dem RSC Anderlecht seine erste Meisterschaft. Auch in der Folgesaison wurde der RSC Anderlecht Meister, Lukaku war aber zu keinem Einsatz gekommen. Im Juli 2013 wurde er im Supercup, den der RSC mit 1:0 gegen KRC Genk gewann, zwei Minuten vor dem Spielende eingewechselt. Ende August wechselte er nach zwei Ligaspielen der Saison 2013/14 zunächst auf Leihbasis innerhalb der 1. Division zum Aufsteiger KV Ostende, der die reguläre Saison auf dem neunten Platz abschloss und dann an den Play-offs für die UEFA Europa League 2014/15 teilnahm, letztlich aber keine Lizenz für die Europa League erhielt. Zur Saison 2014/15 wurde er fest verpflichtet. Als Zehnter nahmen KV Ostende am Saisonende wieder an den Playoffs teil, schieden aber früh aus. In der folgenden Saison nahm KV Ostende als Vierter an der Meisterschaftsrunde teil, wurde dann letztlich Fünfter und verpasste damit einen europäischen Wettbewerb.
Im Juli 2016 wechselte Lukaku zu Lazio Rom in die Serie A. Dort gewann er die Coppa Italia 2019 durch einen 2:0-Sieg im Finale über Atalanta Bergamo. Anfang Oktober 2020 wurde er, unmittelbar vor Ende des wegen der COVID-19-Pandemie verlängerten Transferfensters für den Rest der Saison 2020/21 mit anschließender Kaufoption an den belgischen Erstdivisionär Royal Antwerpen ausgeliehen. Lukaku bestritt 22 von 32 möglichen Ligaspielen sowie 2 Pokal- und 5 Europapokal-Spiele für Antwerpen. Die Kaufoption wurde nicht gezogen, und Lukaku kehrte nach Italien zurück. In der folgenden Hinrunde kam er zu keinem weiteren Einsatz für die Römer, und so wurde er im Januar 2022 an den Zweitligisten L.R. Vicenza Virtus verliehen.

### Nationalmannschaft
Lukaku durchlief mehrere belgische Junioren-Mannschaften. Im September 2011 nahm er mit der belgischen U-19-Mannschaft an der ersten Qualifikationsrunde in Slowenien für die U-19-Fußball-Europameisterschaft 2012 teil. Zusammen mit dem Gastgeber qualifizierten sie sich für die zweite Qualifikationsrunde. Bei dieser im Mai 2012 in Italien ausgetragenen Runde konnten die Belgier nur gegen Armenien einen Punkt gewinnen, verloren aber gegen den späteren Europameister Spanien und Italien. Drei Monate zuvor war er bereits erstmals in der U-21-Mannschaft in der Qualifikation für die U-21-EM 2013 eingesetzt worden, verlor aber gegen England mit 0:4. Es blieb sein einziges Spiel in dieser Qualifikationsrunde, die die Belgier als Dritte abschlossen und damit die Playoffs verpassten. In der Qualifikation für die U-21-EM 2015 wurde er in den ersten fünf Spielen eingesetzt, am Ende verpassten die Belgier erneut als Dritte die Playoffs.
Im Spätsommer 2014 wurde er erstmals zur A-Nationalmannschaft eingeladen, saß aber am 4. September beim 2:0 im Freundschaftsspiel gegen Australien nur auf der Bank. Erst ein Jahr später kam er im vorletzten Spiel der Qualifikation für die Fußball-Europameisterschaft 2016 gegen Andorra zu seinem ersten A-Länderspiel, wobei er direkt über 90 Minuten spielte. Die Belgier qualifizierten sich mit einem 4:1 erstmals seit der Heim-EM 2000 wieder für die Endrunde. Am 29. März 2016 spielte er mit seinem Bruder Romelu gegen Portugal erstmals zusammen für die belgische Nationalmannschaft, wobei Romelu auf Vorlage von Jordan, der drei Minuten zuvor eingewechselt worden war, das Tor zum 1:2-Endstand erzielte.
Für die Fußball-Europameisterschaft 2016 in Frankreich wurde er in das Aufgebot Belgiens aufgenommen. Dort kam er aber erst im Viertelfinale für den gesperrten Thomas Vermaelen zum Einsatz und stand dabei zusammen mit seinem Bruder in der Startelf. Er konnte Vermaelen aber in der Abwehr nicht gleichwertig ersetzen und auch offensiv keine Akzente setzen. Beim Stand von 1:2 wurde er nach 75 Minuten ausgewechselt. Belgien musste anschließend noch ein weiteres Tor hinnehmen und verlor mit 1:3 gegen EM-Neuling Wales.

## Erfolge
- Belgischer Meister: 2012, 2014
- Belgischer Superpokalsieger: 2013
- Italienischer Pokalsieger: 2019
- Italienischer Supercupsieger: 2017, 2019

## Familie
Vater Roger Lukaku (* 1967) war von 1990 bis 1996 Nationalspieler von Zaire (heute: Demokratische Republik Kongo) und bestritt 13 Länderspiele (6 Tore). Er spielte u. a. für den KV Mechelen und Gençlerbirliği Ankara. Bruder Romelu Lukaku ist ebenfalls Profifußballer.